# Nava de Abajo
Nava de Abajo est une commune d’Espagne, dans la province d'Albacete, communauté autonome de Castille-La Manche.